# كأس العالم للسيدات 2019
بطولة كأس العالم للسيدات 2019 هي النسخة الثامنة من كأس العالم للسيدات، وهي البطولة الدولية لكرة القدم التي تقام كل أربع سنوات وتنافس فيها المنتخبات الوطنية النسائية التابعة للرابطات الأعضاء في الاتحاد الدولي لكرة القدم (فيفا) بين 7 يونيو و7 يوليو 2019.
في مارس 2015، فازت فرنسا بالحق في استضافة الحدث؛ أول مرة تستضيف فيها البلاد البطولة، والمرة الثالثة من قبل دولة أوروبية. يتم لعب المباريات في تسع مدن في جميع أنحاء فرنسا. تدخل الولايات المتحدة المنافسة كمدافعة عن اللقب. كما أنها أول كأس العالم للسيدات تستخدم نظام الحكم المساعد بالفيديو.
وفازت الولايات المتحدة 2–0 في المباراة النهائية على هولندا، محققة بذلك اللقب الرابع وهو رقم قياسي وصارت الدولة الثانية بعد ألمانيا التي نجحت في الاحتفاظ باللقب.

## اختيار المضيف
في 6 مارس 2014، أعلنت الفيفا أن المزايدة قد بدأت لكأس العالم للسيدات 2019. كان على الجمعيات الأعضاء المهتمة باستضافة البطولة تقديم إعلان اهتمام بحلول 15 أبريل 2014، وتقديم المجموعة الكاملة من وثائق العطاءات بحلول 31 أكتوبر 2014. كمبدأ، فضلت الفيفا أن تستضيف كأس العالم للسيدات 2019 وكأس العالم للسيدات تحت 20 سنة 2018 نفس الرابطة العضو، لكنها احتفظت بالحق في منح استضافة الأحداث بشكل منفصل.
في البداية، أشارت خمسة بلدان إلى الاهتمام باستضافة الأحداث: إنجلترا وفرنسا وجمهورية كوريا ونيوزيلندا وجنوب أفريقيا. ومع ذلك، تم خفض عدد الدول التي تقدمت بعطاءات إلى اثنين في أكتوبر 2014، عندما قدم الاتحاد الفرنسي لكرة القدم والاتحاد الكوري لكرة القدم وثائق العطاءات الرسمية إلى الفيفا. سجل كل من الاتحاد الإنجليزي لكرة القدم واتحاد نيوزيلندا لكرة القدم تعبيرات عن الاهتمام بحلول الموعد النهائي لشهر أبريل 2014، ولكن في يونيو 2014 تم الإعلان عن أن كل منها لن يستمر بعد الآن. سجل اتحاد جنوب أفريقيا لكرة القدم تعبيرا عن الاهتمام بحلول الموعد النهائي لشهر أبريل 2014؛ ومع ذلك، قرر في وقت لاحق الانسحاب قبل الموعد النهائي في أكتوبر. كما أعرب كل من الاتحاد الياباني لكرة القدم والاتحاد السويدي لكرة القدم عن اهتمامه بالمشاركة في المناقصة على بطولة 2019، إلا أن اليابان اختارت التركيز على كأس العالم للرجبي 2019 والألعاب الأولمبية الصيفية 2020، في حين قررت السويد التركيز على المسابقات الأوروبية تحت 17 سنة بدلاً من ذلك.
قدمت البلدان التالية عروضًا رسمية لاستضافة البطولة من خلال تقديم وثائقها بحلول 31 أكتوبر 2014:
- فرنسا[16]
- كوريا الجنوبية[17]

في 19 مارس 2015، فازت فرنسا رسمياً بالمناقصة لاستضافة كأس العالم للسيدات وكأس العالم للسيدات تحت 20 سنة. وجاء القرار بعد تصويت اللجنة التنفيذية للفيفا. عند الاختيار، أصبحت فرنسا رابع دولة تستضيف كأس العالم للرجال والنساء، بعد أن استضافت بطولة الرجال في عامي 1938 و1998.

## التصفيات
تمت الموافقة على تخصيص المكان من قبل مجلس الفيفا في 13-14 أكتوبر 2016. لم تتغير أماكن كل اتحاد من تلك التي كانت في البطولة السابقة باستثناء مكان المضيف تم نقلهم من الكونكاكاف (كندا) إلى اليويفا (فرنسا).
- الاتحاد الآسيوي لكرة القدم (آسيا): 5 أماكن
- الاتحاد الأفريقي لكرة القدم (أفريقيا): 3 أماكن
- كونكاكاف (أمريكا الشمالية وأمريكا الوسطى ومنطقة البحر الكاريبي): 3 أماكن
- كونميبول (أمريكا الجنوبية): مكانان
- اتحاد أوقيانوسيا لكرة القدم (أوقيانوسيا): مكان واحد
- الاتحاد الأوروبي لكرة القدم (أوروبا): 8 أماكن
- الأمة المضيفة: مكان واحد
- مباراة فاصلة بين الكونكاكاف والكونميبول: مكان واحد

بدأت مباريات التصفيات في 3 أبريل 2017، وانتهت في 1 ديسمبر 2018.

### المنتخبات المؤهلة
تأهل ما مجموعه 24 فريقا للبطولة النهائية. يتم عرض تصنيفات الفيفا لكل فريق في مارس 2019 بين قوسين.
| الاتحاد الآسيوي (5 منتخبات) - أستراليا (6) - الصين (16) - اليابان (7) - كوريا الجنوبية (14) - تايلاند (34) الاتحاد الأفريقي (3 منتخبات) - الكاميرون (46) - نيجيريا (38) - جنوب إفريقيا (49) | كونكاكاف (3 منتخبات) - كندا (5) - جامايكا (53) - الولايات المتحدة (1) كونمبول (3 منتخبات) - الأرجنتين (37) - البرازيل (10) - تشيلي (39) اتحاد أوقيانوسيا (منتخب واحد) - نيوزيلندا (19) | يويفا (9 منتخبات) - إنجلترا (3) - فرنسا (المضيف) (4) - ألمانيا (2) - إيطاليا (15) - هولندا (8) - النرويج (12) - إسكتلندا (20) - إسبانيا (13) - السويد (9) |

شاركت تشيلي وجامايكا واسكتلندا وجنوب أفريقيا في أول ظهور لها في كأس العالم للسيدات ، في حين شاركت إيطاليا في هذا الحدث لأول مرة منذ عام 1999 وشاركت الأرجنتين لأول مرة منذ عام 2007. تأهلت البرازيل وألمانيا واليابان ونيجيريا والنرويج والسويد والولايات المتحدة لكأس العالم الثامنة ، وواصلت سلسلة التأهل لكل كأس العالم التي أقيمت حتى الآن.

## الأماكن
اثني عشر مدينة كانت مرشحة. تم اختيار الملاعب التسع النهائية في 14 يونيو 2017؛ تم إبعاد ستاد دو لا بوجوار في نانت، وستاد مارسيل-بيكو في نانسي، وستاد دي لابي ديشامب في أوكسير.
سيقام الدور نصف النهائي والنهائي في بارك أولمبيك ليون في ضاحية ليون في ديسين، مع سعة 58٬000، في حين لعبت المباراة الافتتاحية في حديقة الأمراء في باريس.
| ديسين-شاربيو                  | باريس                                                                                     | نيس                                                                                       | مونبلييه                                                                                  |                                                                                           |
| ----------------------------- | ----------------------------------------------------------------------------------------- | ----------------------------------------------------------------------------------------- | ----------------------------------------------------------------------------------------- | ----------------------------------------------------------------------------------------- |
| بارك أولمبيك ليون (ملعب ليون) | بارك دي برينس                                                                             | أليانز ريفييرا (ملعب نيس)                                                                 | ملعب دي لا موسون                                                                          |                                                                                           |
| السعة: 59،186                 | السعة: 48،583                                                                             | السعة: 35،624                                                                             | السعة: 32،900                                                                             |                                                                                           |
|                               |                                                                                           |                                                                                           |                                                                                           |                                                                                           |
| رين                           | ليون غرونوبل لو هافر مونبلييه نيس باريس رانس رين فالنسيانكأس العالم للسيدات 2019 (France) | ليون غرونوبل لو هافر مونبلييه نيس باريس رانس رين فالنسيانكأس العالم للسيدات 2019 (France) | ليون غرونوبل لو هافر مونبلييه نيس باريس رانس رين فالنسيانكأس العالم للسيدات 2019 (France) | ليون غرونوبل لو هافر مونبلييه نيس باريس رانس رين فالنسيانكأس العالم للسيدات 2019 (France) |
| ملعب روت دو لوريان            | ليون غرونوبل لو هافر مونبلييه نيس باريس رانس رين فالنسيانكأس العالم للسيدات 2019 (France) | ليون غرونوبل لو هافر مونبلييه نيس باريس رانس رين فالنسيانكأس العالم للسيدات 2019 (France) | ليون غرونوبل لو هافر مونبلييه نيس باريس رانس رين فالنسيانكأس العالم للسيدات 2019 (France) | ليون غرونوبل لو هافر مونبلييه نيس باريس رانس رين فالنسيانكأس العالم للسيدات 2019 (France) |
| السعة: 29،164                 | ليون غرونوبل لو هافر مونبلييه نيس باريس رانس رين فالنسيانكأس العالم للسيدات 2019 (France) | ليون غرونوبل لو هافر مونبلييه نيس باريس رانس رين فالنسيانكأس العالم للسيدات 2019 (France) | ليون غرونوبل لو هافر مونبلييه نيس باريس رانس رين فالنسيانكأس العالم للسيدات 2019 (France) | ليون غرونوبل لو هافر مونبلييه نيس باريس رانس رين فالنسيانكأس العالم للسيدات 2019 (France) |
|                               | ليون غرونوبل لو هافر مونبلييه نيس باريس رانس رين فالنسيانكأس العالم للسيدات 2019 (France) | ليون غرونوبل لو هافر مونبلييه نيس باريس رانس رين فالنسيانكأس العالم للسيدات 2019 (France) | ليون غرونوبل لو هافر مونبلييه نيس باريس رانس رين فالنسيانكأس العالم للسيدات 2019 (France) | ليون غرونوبل لو هافر مونبلييه نيس باريس رانس رين فالنسيانكأس العالم للسيدات 2019 (France) |
| لو هافر                       | فالنسيان                                                                                  | رانس                                                                                      | غرونوبل                                                                                   |                                                                                           |
| استاد أوسيان                  | ملعب هاينو                                                                                | ملعب اوغست ديلاون                                                                         | ملعب الألب                                                                                |                                                                                           |
| السعة: 25،178                 | السعة: 25،172                                                                             | السعة: 21،127                                                                             | السعة: 20،068                                                                             |                                                                                           |
|                               |                                                                                           |                                                                                           |                                                                                           |                                                                                           |

## التحكيم
في 3 ديسمبر 2018، أعلن الاتحاد الدولي لكرة القدم (فيفا) قائمة الحكام السبعة والعشرين والثمانية والأربعين المساعدين للبطولة.
في 4 يونيو 2019، أعلن الاتحاد الدولي لكرة القدم أن الحكم الكندي كارول آن تشينارد ومساعد الحكم الصيني يونغمي كوي قد انسحبا «لأسباب صحية».
| الكونفيدرالية               | الحكام                                                 |
| --------------------------- | ------------------------------------------------------ |
| الاتحاد الآسيوي لكرة القدم  | كايت جاسويتز (اتحاد أستراليا لكرة القدم)               |
| الاتحاد الآسيوي لكرة القدم  | Qin Liang (اتحاد الصين لكرة القدم)                     |
| الاتحاد الآسيوي لكرة القدم  | Casey Reibelt (اتحاد أستراليا لكرة القدم)              |
| الاتحاد الآسيوي لكرة القدم  | Ri Hyang-ok (اتحاد كوريا الشمالية لكرة القدم)          |
| الاتحاد الآسيوي لكرة القدم  | Yoshimi Yamashita (اتحاد اليابان لكرة القدم)           |
| الاتحاد الأفريقي لكرة القدم | Lidya Tafesse Abebe (اتحاد إثيوبيا لكرة القدم)         |
| الاتحاد الأفريقي لكرة القدم | Gladys Lengwe (اتحاد زامبيا لكرة القدم)                |
| الاتحاد الأفريقي لكرة القدم | Salima Mukansanga (اتحاد رواندا لكرة القدم)            |
| كونكاكاف                    | Marie-Soleil Beaudoin (اتحاد كندا لكرة القدم)          |
| كونكاكاف                    | Melissa Borjas (اتحاد هندوراس لكرة القدم)              |
| كونكاكاف                    | Ekaterina Koroleva (اتحاد الولايات المتحدة لكرة القدم) |
| كونكاكاف                    | Lucila Venegas (اتحاد المكسيك لكرة القدم)              |
| كونميبول                    | Edina Alves Batista (اتحاد البرازيل لكرة القدم)        |
| كونميبول                    | María Carvajal (اتحاد تشيلي لكرة القدم)                |
| كونميبول                    | Laura Fortunato (اتحاد الأرجنتين لكرة القدم)           |
| كونميبول                    | Claudia Umpiérrez (اتحاد أوروغواي لكرة القدم)          |
| اتحاد أوقيانوسيا لكرة القدم | Anna-Marie Keighley (اتحاد نيوزيلندا لكرة القدم)       |
| الاتحاد الأوروبي لكرة القدم | Jana Adámková (اتحاد جمهورية التشيك لكرة القدم)        |
| الاتحاد الأوروبي لكرة القدم | Sandra Braz (اتحاد البرتغال لكرة القدم)                |
| الاتحاد الأوروبي لكرة القدم | ستيفاني فرابارت (اتحاد فرنسا لكرة القدم)               |
| الاتحاد الأوروبي لكرة القدم | Riem Hussein (اتحاد ألمانيا لكرة القدم)                |
| الاتحاد الأوروبي لكرة القدم | Katalin Kulcsár (اتحاد المجر لكرة القدم)               |
| الاتحاد الأوروبي لكرة القدم | Kateryna Monzul (اتحاد أوكرانيا لكرة القدم)            |
| الاتحاد الأوروبي لكرة القدم | Anastasia Pustovoitova (اتحاد روسيا لكرة القدم)        |
| الاتحاد الأوروبي لكرة القدم | إستر ستاوبلي (اتحاد سويسرا لكرة القدم)                 |
| الاتحاد الأوروبي لكرة القدم | بيبيانا شتاينهاوس (اتحاد ألمانيا لكرة القدم)           |

| الكونفيدرالية               | Assistant Referees                                   |
| --------------------------- | ---------------------------------------------------- |
| الاتحاد الآسيوي لكرة القدم  | Makoto Bozono (اتحاد اليابان لكرة القدم)             |
| الاتحاد الآسيوي لكرة القدم  | Fang Yan (اتحاد الصين لكرة القدم)                    |
| الاتحاد الآسيوي لكرة القدم  | Maiko Hagio (اتحاد اليابان لكرة القدم)               |
| الاتحاد الآسيوي لكرة القدم  | Hong Kum-nyo (اتحاد كوريا الشمالية لكرة القدم)       |
| الاتحاد الآسيوي لكرة القدم  | Kim Kyoung-min (اتحاد كوريا الجنوبية لكرة القدم)     |
| الاتحاد الآسيوي لكرة القدم  | Lee Seul-gi (اتحاد كوريا الجنوبية لكرة القدم)        |
| الاتحاد الآسيوي لكرة القدم  | Naomi Teshirogi (اتحاد اليابان لكرة القدم)           |
| الاتحاد الأفريقي لكرة القدم | Bernadettar Kwimbira (اتحاد مالاوي لكرة القدم)       |
| الاتحاد الأفريقي لكرة القدم | Mary Njoroge (اتحاد كينيا لكرة القدم)                |
| الاتحاد الأفريقي لكرة القدم | Lidwine Rakotozafinoro (اتحاد مدغشقر لكرة القدم)     |
| الاتحاد الأفريقي لكرة القدم | Queency Victoire (اتحاد موريشيوس لكرة القدم)         |
| كونكاكاف                    | Chantal Boudreau (اتحاد كندا لكرة القدم)             |
| كونكاكاف                    | Princess Brown (اتحاد جامايكا لكرة القدم)            |
| كونكاكاف                    | Enedina Caudillo (اتحاد المكسيك لكرة القدم)          |
| كونكاكاف                    | Mayte Chávez (اتحاد المكسيك لكرة القدم)              |
| كونكاكاف                    | Felisha Mariscal (اتحاد الولايات المتحدة لكرة القدم) |
| كونكاكاف                    | Kathryn Nesbitt (اتحاد الولايات المتحدة لكرة القدم)  |
| كونكاكاف                    | Shirley Perello (اتحاد هندوراس لكرة القدم)           |
| كونكاكاف                    | Stephanie-Dale Yee Sing (اتحاد جامايكا لكرة القدم)   |
| كونميبول                    | Mónica Amboya (اتحاد الإكوادور لكرة القدم)           |
| كونميبول                    | Neuza Back (اتحاد البرازيل لكرة القدم)               |
| كونميبول                    | Mary Blanco (اتحاد كولومبيا لكرة القدم)              |
| كونميبول                    | Mariana de Almeida (اتحاد الأرجنتين لكرة القدم)      |
| كونميبول                    | Luciana Mascaraña (اتحاد أوروغواي لكرة القدم)        |
| كونميبول                    | Tatiane Sacilotti (اتحاد البرازيل لكرة القدم)        |
| كونميبول                    | Loreto Toloza (اتحاد تشيلي لكرة القدم)               |
| كونميبول                    | Leslie Vásquez (اتحاد تشيلي لكرة القدم)              |
| اتحاد أوقيانوسيا لكرة القدم | Sarah Jones (اتحاد نيوزيلندا لكرة القدم)             |
| اتحاد أوقيانوسيا لكرة القدم | Maria Salamasina (اتحاد ساموا لكرة القدم)            |
| الاتحاد الأوروبي لكرة القدم | Oleksandra Ardasheva (اتحاد أوكرانيا لكرة القدم)     |
| الاتحاد الأوروبي لكرة القدم | Kylie Cockburn (اتحاد اسكتلندا لكرة القدم)           |
| الاتحاد الأوروبي لكرة القدم | Petruța Iugulescu (اتحاد رومانيا لكرة القدم)         |
| الاتحاد الأوروبي لكرة القدم | Chrysoula Kourompylia (الاتحاد الإغريقي لكرة القدم)  |
| الاتحاد الأوروبي لكرة القدم | Susanne Küng (اتحاد سويسرا لكرة القدم)               |
| الاتحاد الأوروبي لكرة القدم | Ekaterina Kurochkina (اتحاد روسيا لكرة القدم)        |
| الاتحاد الأوروبي لكرة القدم | Julia Magnusson (اتحاد السويد لكرة القدم)            |
| الاتحاد الأوروبي لكرة القدم | سيان ماسي إليس (الاتحاد الإنجليزي لكرة القدم)        |
| الاتحاد الأوروبي لكرة القدم | Manuela Nicolosi (اتحاد فرنسا لكرة القدم)            |
| الاتحاد الأوروبي لكرة القدم | Michelle O'Neill (اتحاد أيرلندا لكرة القدم)          |
| الاتحاد الأوروبي لكرة القدم | Katrin Rafalski (اتحاد ألمانيا لكرة القدم)           |
| الاتحاد الأوروبي لكرة القدم | Lisa Rashid (الاتحاد الإنجليزي لكرة القدم)           |
| الاتحاد الأوروبي لكرة القدم | Lucie Ratajová (اتحاد جمهورية التشيك لكرة القدم)     |
| الاتحاد الأوروبي لكرة القدم | Sanja Rođak-Karšić (اتحاد كرواتيا لكرة القدم)        |
| الاتحاد الأوروبي لكرة القدم | Maryna Striletska (اتحاد أوكرانيا لكرة القدم)        |
| الاتحاد الأوروبي لكرة القدم | Mária Súkeníková (اتحاد سلوفاكيا لكرة القدم)         |
| الاتحاد الأوروبي لكرة القدم | Mihaela Tepusa (اتحاد رومانيا لكرة القدم)            |
| الاتحاد الأوروبي لكرة القدم | Katalin Török (اتحاد المجر لكرة القدم)               |

| الكونفيدرالية               | Video Assistant Referees                                           |
| --------------------------- | ------------------------------------------------------------------ |
| الاتحاد الآسيوي لكرة القدم  | كريس بيث (اتحاد أستراليا لكرة القدم)                               |
| الاتحاد الآسيوي لكرة القدم  | محمد عبد الله حسن محمد (اتحاد الإمارات العربية المتحدة لكرة القدم) |
| كونكاكاف                    | درو فيشر (اتحاد كندا لكرة القدم)                                   |
| كونميبول                    | ماورو فيجليانو (اتحاد الأرجنتين لكرة القدم)                        |
| الاتحاد الأوروبي لكرة القدم | باستيان دانكيرت (اتحاد ألمانيا لكرة القدم)                         |
| الاتحاد الأوروبي لكرة القدم | كارلوس ديل سيرو غراندي (الاتحاد الملكي الإسباني لكرة القدم)        |
| الاتحاد الأوروبي لكرة القدم | بول جيل (اتحاد بولندا لكرة القدم)                                  |
| الاتحاد الأوروبي لكرة القدم | ماسيميليانو إيراتي (الاتحاد الإيطالي لكرة القدم)                   |
| الاتحاد الأوروبي لكرة القدم | تياغو مارتينز (اتحاد البرتغال لكرة القدم)                          |
| الاتحاد الأوروبي لكرة القدم | داني ماكيلي (الاتحاد الملكي الهولندي لكرة القدم)                   |
| الاتحاد الأوروبي لكرة القدم | José María Sánchez Martínez (الاتحاد الملكي الإسباني لكرة القدم)   |
| الاتحاد الأوروبي لكرة القدم | Sascha Stegemann (اتحاد ألمانيا لكرة القدم)                        |
| الاتحاد الأوروبي لكرة القدم | كليمان توربان (اتحاد فرنسا لكرة القدم)                             |
| الاتحاد الأوروبي لكرة القدم | باولو فاليري (الاتحاد الإيطالي لكرة القدم)                         |
| الاتحاد الأوروبي لكرة القدم | فيليكس تسفاير (اتحاد ألمانيا لكرة القدم)                           |

| الكونفيدرالية               | الحكام                                                 |
| --------------------------- | ------------------------------------------------------ |
| الاتحاد الآسيوي لكرة القدم  | كايت جاسويتز (اتحاد أستراليا لكرة القدم)               |
| الاتحاد الآسيوي لكرة القدم  | Qin Liang (اتحاد الصين لكرة القدم)                     |
| الاتحاد الآسيوي لكرة القدم  | Casey Reibelt (اتحاد أستراليا لكرة القدم)              |
| الاتحاد الآسيوي لكرة القدم  | Ri Hyang-ok (اتحاد كوريا الشمالية لكرة القدم)          |
| الاتحاد الآسيوي لكرة القدم  | Yoshimi Yamashita (اتحاد اليابان لكرة القدم)           |
| الاتحاد الأفريقي لكرة القدم | Lidya Tafesse Abebe (اتحاد إثيوبيا لكرة القدم)         |
| الاتحاد الأفريقي لكرة القدم | Gladys Lengwe (اتحاد زامبيا لكرة القدم)                |
| الاتحاد الأفريقي لكرة القدم | Salima Mukansanga (اتحاد رواندا لكرة القدم)            |
| كونكاكاف                    | Marie-Soleil Beaudoin (اتحاد كندا لكرة القدم)          |
| كونكاكاف                    | Melissa Borjas (اتحاد هندوراس لكرة القدم)              |
| كونكاكاف                    | Ekaterina Koroleva (اتحاد الولايات المتحدة لكرة القدم) |
| كونكاكاف                    | Lucila Venegas (اتحاد المكسيك لكرة القدم)              |
| كونميبول                    | Edina Alves Batista (اتحاد البرازيل لكرة القدم)        |
| كونميبول                    | María Carvajal (اتحاد تشيلي لكرة القدم)                |
| كونميبول                    | Laura Fortunato (اتحاد الأرجنتين لكرة القدم)           |
| كونميبول                    | Claudia Umpiérrez (اتحاد أوروغواي لكرة القدم)          |
| اتحاد أوقيانوسيا لكرة القدم | Anna-Marie Keighley (اتحاد نيوزيلندا لكرة القدم)       |
| الاتحاد الأوروبي لكرة القدم | Jana Adámková (اتحاد جمهورية التشيك لكرة القدم)        |
| الاتحاد الأوروبي لكرة القدم | Sandra Braz (اتحاد البرتغال لكرة القدم)                |
| الاتحاد الأوروبي لكرة القدم | ستيفاني فرابارت (اتحاد فرنسا لكرة القدم)               |
| الاتحاد الأوروبي لكرة القدم | Riem Hussein (اتحاد ألمانيا لكرة القدم)                |
| الاتحاد الأوروبي لكرة القدم | Katalin Kulcsár (اتحاد المجر لكرة القدم)               |
| الاتحاد الأوروبي لكرة القدم | Kateryna Monzul (اتحاد أوكرانيا لكرة القدم)            |
| الاتحاد الأوروبي لكرة القدم | Anastasia Pustovoitova (اتحاد روسيا لكرة القدم)        |
| الاتحاد الأوروبي لكرة القدم | إستر ستاوبلي (اتحاد سويسرا لكرة القدم)                 |
| الاتحاد الأوروبي لكرة القدم | بيبيانا شتاينهاوس (اتحاد ألمانيا لكرة القدم)           |

| الكونفيدرالية               | Assistant Referees                                   |
| --------------------------- | ---------------------------------------------------- |
| الاتحاد الآسيوي لكرة القدم  | Makoto Bozono (اتحاد اليابان لكرة القدم)             |
| الاتحاد الآسيوي لكرة القدم  | Fang Yan (اتحاد الصين لكرة القدم)                    |
| الاتحاد الآسيوي لكرة القدم  | Maiko Hagio (اتحاد اليابان لكرة القدم)               |
| الاتحاد الآسيوي لكرة القدم  | Hong Kum-nyo (اتحاد كوريا الشمالية لكرة القدم)       |
| الاتحاد الآسيوي لكرة القدم  | Kim Kyoung-min (اتحاد كوريا الجنوبية لكرة القدم)     |
| الاتحاد الآسيوي لكرة القدم  | Lee Seul-gi (اتحاد كوريا الجنوبية لكرة القدم)        |
| الاتحاد الآسيوي لكرة القدم  | Naomi Teshirogi (اتحاد اليابان لكرة القدم)           |
| الاتحاد الأفريقي لكرة القدم | Bernadettar Kwimbira (اتحاد مالاوي لكرة القدم)       |
| الاتحاد الأفريقي لكرة القدم | Mary Njoroge (اتحاد كينيا لكرة القدم)                |
| الاتحاد الأفريقي لكرة القدم | Lidwine Rakotozafinoro (اتحاد مدغشقر لكرة القدم)     |
| الاتحاد الأفريقي لكرة القدم | Queency Victoire (اتحاد موريشيوس لكرة القدم)         |
| كونكاكاف                    | Chantal Boudreau (اتحاد كندا لكرة القدم)             |
| كونكاكاف                    | Princess Brown (اتحاد جامايكا لكرة القدم)            |
| كونكاكاف                    | Enedina Caudillo (اتحاد المكسيك لكرة القدم)          |
| كونكاكاف                    | Mayte Chávez (اتحاد المكسيك لكرة القدم)              |
| كونكاكاف                    | Felisha Mariscal (اتحاد الولايات المتحدة لكرة القدم) |
| كونكاكاف                    | Kathryn Nesbitt (اتحاد الولايات المتحدة لكرة القدم)  |
| كونكاكاف                    | Shirley Perello (اتحاد هندوراس لكرة القدم)           |
| كونكاكاف                    | Stephanie-Dale Yee Sing (اتحاد جامايكا لكرة القدم)   |
| كونميبول                    | Mónica Amboya (اتحاد الإكوادور لكرة القدم)           |
| كونميبول                    | Neuza Back (اتحاد البرازيل لكرة القدم)               |
| كونميبول                    | Mary Blanco (اتحاد كولومبيا لكرة القدم)              |
| كونميبول                    | Mariana de Almeida (اتحاد الأرجنتين لكرة القدم)      |
| كونميبول                    | Luciana Mascaraña (اتحاد أوروغواي لكرة القدم)        |
| كونميبول                    | Tatiane Sacilotti (اتحاد البرازيل لكرة القدم)        |
| كونميبول                    | Loreto Toloza (اتحاد تشيلي لكرة القدم)               |
| كونميبول                    | Leslie Vásquez (اتحاد تشيلي لكرة القدم)              |
| اتحاد أوقيانوسيا لكرة القدم | Sarah Jones (اتحاد نيوزيلندا لكرة القدم)             |
| اتحاد أوقيانوسيا لكرة القدم | Maria Salamasina (اتحاد ساموا لكرة القدم)            |
| الاتحاد الأوروبي لكرة القدم | Oleksandra Ardasheva (اتحاد أوكرانيا لكرة القدم)     |
| الاتحاد الأوروبي لكرة القدم | Kylie Cockburn (اتحاد اسكتلندا لكرة القدم)           |
| الاتحاد الأوروبي لكرة القدم | Petruța Iugulescu (اتحاد رومانيا لكرة القدم)         |
| الاتحاد الأوروبي لكرة القدم | Chrysoula Kourompylia (الاتحاد الإغريقي لكرة القدم)  |
| الاتحاد الأوروبي لكرة القدم | Susanne Küng (اتحاد سويسرا لكرة القدم)               |
| الاتحاد الأوروبي لكرة القدم | Ekaterina Kurochkina (اتحاد روسيا لكرة القدم)        |
| الاتحاد الأوروبي لكرة القدم | Julia Magnusson (اتحاد السويد لكرة القدم)            |
| الاتحاد الأوروبي لكرة القدم | سيان ماسي إليس (الاتحاد الإنجليزي لكرة القدم)        |
| الاتحاد الأوروبي لكرة القدم | Manuela Nicolosi (اتحاد فرنسا لكرة القدم)            |
| الاتحاد الأوروبي لكرة القدم | Michelle O'Neill (اتحاد أيرلندا لكرة القدم)          |
| الاتحاد الأوروبي لكرة القدم | Katrin Rafalski (اتحاد ألمانيا لكرة القدم)           |
| الاتحاد الأوروبي لكرة القدم | Lisa Rashid (الاتحاد الإنجليزي لكرة القدم)           |
| الاتحاد الأوروبي لكرة القدم | Lucie Ratajová (اتحاد جمهورية التشيك لكرة القدم)     |
| الاتحاد الأوروبي لكرة القدم | Sanja Rođak-Karšić (اتحاد كرواتيا لكرة القدم)        |
| الاتحاد الأوروبي لكرة القدم | Maryna Striletska (اتحاد أوكرانيا لكرة القدم)        |
| الاتحاد الأوروبي لكرة القدم | Mária Súkeníková (اتحاد سلوفاكيا لكرة القدم)         |
| الاتحاد الأوروبي لكرة القدم | Mihaela Tepusa (اتحاد رومانيا لكرة القدم)            |
| الاتحاد الأوروبي لكرة القدم | Katalin Török (اتحاد المجر لكرة القدم)               |

| الكونفيدرالية               | Video Assistant Referees                                           |
| --------------------------- | ------------------------------------------------------------------ |
| الاتحاد الآسيوي لكرة القدم  | كريس بيث (اتحاد أستراليا لكرة القدم)                               |
| الاتحاد الآسيوي لكرة القدم  | محمد عبد الله حسن محمد (اتحاد الإمارات العربية المتحدة لكرة القدم) |
| كونكاكاف                    | درو فيشر (اتحاد كندا لكرة القدم)                                   |
| كونميبول                    | ماورو فيجليانو (اتحاد الأرجنتين لكرة القدم)                        |
| الاتحاد الأوروبي لكرة القدم | باستيان دانكيرت (اتحاد ألمانيا لكرة القدم)                         |
| الاتحاد الأوروبي لكرة القدم | كارلوس ديل سيرو غراندي (الاتحاد الملكي الإسباني لكرة القدم)        |
| الاتحاد الأوروبي لكرة القدم | بول جيل (اتحاد بولندا لكرة القدم)                                  |
| الاتحاد الأوروبي لكرة القدم | ماسيميليانو إيراتي (الاتحاد الإيطالي لكرة القدم)                   |
| الاتحاد الأوروبي لكرة القدم | تياغو مارتينز (اتحاد البرتغال لكرة القدم)                          |
| الاتحاد الأوروبي لكرة القدم | داني ماكيلي (الاتحاد الملكي الهولندي لكرة القدم)                   |
| الاتحاد الأوروبي لكرة القدم | José María Sánchez Martínez (الاتحاد الملكي الإسباني لكرة القدم)   |
| الاتحاد الأوروبي لكرة القدم | Sascha Stegemann (اتحاد ألمانيا لكرة القدم)                        |
| الاتحاد الأوروبي لكرة القدم | كليمان توربان (اتحاد فرنسا لكرة القدم)                             |
| الاتحاد الأوروبي لكرة القدم | باولو فاليري (الاتحاد الإيطالي لكرة القدم)                         |
| الاتحاد الأوروبي لكرة القدم | فيليكس تسفاير (اتحاد ألمانيا لكرة القدم)                           |

### حكام فيديو مساعدون
في 15 مارس 2019، وافق مجلس الاتحاد الدولي لكرة القدم على استخدام نظام حكم مساعد بالفيديو لأول مرة في بطولة كأس العالم لكرة القدم للسيدات. وكانت هذه التقنية قد نشرت سابقا في كأس العالم 2018 في روسيا. وأعلن الاتحاد الدولي لكرة القدم في 2 مايو 2019 عن المسؤولين الخمسة عشر المساعدين للحكم بالفيديو.

## القرعة
أقيمت قرعة البطولة النهائية في 8 ديسمبر 2018، الساعة 18:00 بتوقيت وسط أوروبا (ت ع م+1)، في لا سين موسيكالي على جزيرة إيل سيغوين، بولوني - بيلينكورت. وقد تم تقسيم الفرق الأربعة والعشرين إلى ست مجموعات من أربعة فرق.
وقد تم تخصيص الفرق ال 24 لأربعة قدور بناء على التصنيف العالمي للنساء للفيفا الصادر في 7 ديسمبر 2018، حيث وضعت فرنسا المضيفة تلقائيا في القدر الأول والمركز ألف 1 في القرعة. الفرق من وعاء 1 تم سحبها أولا وتم تعيينها في الموقع 1. وأعقب ذلك وعاء 2، وعاء 3، وأخيرا وعاء 4، حيث استقطب كل فريق من هذه الفرق أيضا أحد المراكز 2-4 ضمن مجموعته. ولا يمكن لأي مجموعة أن تضم أكثر من فريق من كل اتحاد كونفيدرالي باستثناء الاتحاد الأوروبي الذي يضم تسع فرق، حيث اضطرت ثلاث مجموعات إلى إحتواء فريقين من الاتحاد الأوروبي.
| وعاء 1                                                                                          | وعاء 2                                                                              | وعاء 3                                                                                          | وعاء 4                                                                                         |
| ----------------------------------------------------------------------------------------------- | ----------------------------------------------------------------------------------- | ----------------------------------------------------------------------------------------------- | ---------------------------------------------------------------------------------------------- |
| فرنسا (3) (المضيف) · الولايات المتحدة (1) · ألمانيا (2) · إنجلترا (4) · كندا (5) · أستراليا (6) | هولندا (7) · اليابان (8) · السويد (9) · البرازيل (10) · إسبانيا (12) · النرويج (13) | كوريا الجنوبية (14) · الصين (15) · إيطاليا (16) · نيوزيلندا (19) · إسكتلندا (20) · تايلاند (29) | الأرجنتين (36) · تشيلي (38) · نيجيريا (39) · الكاميرون (46) · جنوب إفريقيا (48) · جامايكا (53) |

## الفرق
لا بد أن يوفر كل فريق إلى الفيفا فرقة أولى بين 23 و50 لاعبا بحلول 26 أبريل 2019، والتي لن يتم نشرها. من الفريق الأولي، على كل فريق أن يسمي فرقة نهائية من 23 لاعبا (ثلاثة منهم يجب أن يكونوا حراس المرمى) بحلول 24 مايو 2019. يمكن استبدال اللاعبين في التشكيلة النهائية بلاعب من الفريق التمهيدي بسبب إصابة خطيرة أو مرض قبل 24 ساعة من بدء أول مباراة للفريق.

## مرحلة المجموعات
صدر جدول مباريات البطولة في 8 فبراير 2018. بعد القرعة النهائية، عدل الفيفا سبعة أوقات لركلة البداية في مرحلة المجموعات.
يتقدم الفريقان الأولان لكل مجموعة وأفضل أربعة فرق في المركز الثالث إلى الدور الـ16.
كل الأوقات محلية، التوقيت الصيفي لأوروبا الوسطى (ت ع م+2).

### المجموعة ألف
| م | الفريق         | لعب | ف | ت | خ | أ.له | أ.ع | أ.ف | نقاط | التأهل                      |
| - | -------------- | --- | - | - | - | ---- | --- | --- | ---- | --------------------------- |
| 1 | فرنسا (H)      | 3   | 3 | 0 | 0 | 7    | 1   | +6  | 9    | تقدم إلى مرحلة خروج المغلوب |
| 2 | النرويج        | 3   | 2 | 0 | 1 | 6    | 3   | +3  | 6    | تقدم إلى مرحلة خروج المغلوب |
| 3 | نيجيريا        | 3   | 1 | 0 | 2 | 2    | 4   | −2  | 3    | تقدم إلى مرحلة خروج المغلوب |
| 4 | كوريا الجنوبية | 3   | 0 | 0 | 3 | 1    | 8   | −7  | 0    |                             |

| فرنسا                                      | 4–0   | كوريا الجنوبية |
| ------------------------------------------ | ----- | -------------- |
| - لو سومر 9' - رينار 35'، 45+2' - هنري 85' | تقرير |                |

| النرويج                                       | 3–0   | نيجيريا |
| --------------------------------------------- | ----- | ------- |
| - رايتن 17' - أوتلاند 34' - أوهالي 37' (ه.ذ.) | تقرير |         |

| نيجيريا                               | 2–0   | كوريا الجنوبية |
| ------------------------------------- | ----- | -------------- |
| - كيم دو-يون 29' (ه.ذ.) - أوشوالا 75' | تقرير |                |

| فرنسا                            | 2–1   | النرويج            |
| -------------------------------- | ----- | ------------------ |
| - غوفين 46' - لو سومر 72' (ركل.) | تقرير | - رينار 54' (ه.ذ.) |

| نيجيريا | 0–1   | فرنسا              |
| ------- | ----- | ------------------ |
|         | تقرير | - رينار 79' (ركل.) |

| كوريا الجنوبية  | 1–2   | النرويج                                    |
| --------------- | ----- | ------------------------------------------ |
| - يو مين-جي 78' | تقرير | - ك. هانسن 4' (ركل.) - هيرلوفسن 50' (ركل.) |

### المجموعة باء
| م | الفريق       | لعب | ف | ت | خ | أ.له | أ.ع | أ.ف | نقاط | التأهل                      |
| - | ------------ | --- | - | - | - | ---- | --- | --- | ---- | --------------------------- |
| 1 | ألمانيا      | 3   | 3 | 0 | 0 | 6    | 0   | +6  | 9    | تقدم إلى مرحلة خروج المغلوب |
| 2 | إسبانيا      | 3   | 1 | 1 | 1 | 3    | 2   | +1  | 4    | تقدم إلى مرحلة خروج المغلوب |
| 3 | الصين        | 3   | 1 | 1 | 1 | 1    | 1   | 0   | 4    | تقدم إلى مرحلة خروج المغلوب |
| 4 | جنوب إفريقيا | 3   | 0 | 0 | 3 | 1    | 8   | −7  | 0    |                             |

| ألمانيا    | 1–0   | الصين |
| ---------- | ----- | ----- |
| - غفين 66' | تقرير |       |

| إسبانيا                                       | 3–1   | جنوب إفريقيا   |
| --------------------------------------------- | ----- | -------------- |
| - هيرموسو 69' (ركل.)، 82' (ركل.) - غارسيا 89' | تقرير | - كغاتلانا 25' |

| ألمانيا       | 1–0   | إسبانيا |
| ------------- | ----- | ------- |
| - ديبريتز 42' | تقرير |         |

| جنوب إفريقيا | 0–1   | الصين         |
| ------------ | ----- | ------------- |
|              | تقرير | - لي يينغ 40' |

| جنوب إفريقيا | 0–4   | ألمانيا                                           |
| ------------ | ----- | ------------------------------------------------- |
|              | تقرير | - ليوبولز 14' - ديبريتز 29' - بوب 40' - ماغول 58' |

| الصين | 0–0   | إسبانيا |
| ----- | ----- | ------- |
|       | تقرير |         |

### المجموعة جيم
| م | الفريق   | لعب | ف | ت | خ | أ.له | أ.ع | أ.ف | نقاط | التأهل                      |
| - | -------- | --- | - | - | - | ---- | --- | --- | ---- | --------------------------- |
| 1 | إيطاليا  | 3   | 2 | 0 | 1 | 7    | 2   | +5  | 6    | تقدم إلى مرحلة خروج المغلوب |
| 2 | أستراليا | 3   | 2 | 0 | 1 | 8    | 5   | +3  | 6    | تقدم إلى مرحلة خروج المغلوب |
| 3 | البرازيل | 3   | 2 | 0 | 1 | 6    | 3   | +3  | 6    | تقدم إلى مرحلة خروج المغلوب |
| 4 | جامايكا  | 3   | 0 | 0 | 3 | 1    | 12  | −11 | 0    |                             |

| أستراليا | 1–2   | إيطاليا               |
| -------- | ----- | --------------------- |
| - كر 22' | تقرير | - بونانسيا 56'، 90+5' |

| البرازيل                  | 3–0   | جامايكا |
| ------------------------- | ----- | ------- |
| - كريستياني 15'، 50'، 64' | تقرير |         |

| أستراليا                                       | 3–2   | البرازيل                           |
| ---------------------------------------------- | ----- | ---------------------------------- |
| - فورد 45+1' - لوغارزو 58' - مونيكا 66' (ه.ذ.) | تقرير | - مارتا 27' (ركل.) - كريستياني 38' |

| جامايكا | 0–5   | إيطاليا                                       |
| ------- | ----- | --------------------------------------------- |
|         | تقرير | - غيريلي 12' (ركل.)، 25'، 46' - غالي 71'، 81' |

| جامايكا     | 1–4   | أستراليا                |
| ----------- | ----- | ----------------------- |
| - سولون 49' | تقرير | - كر 11'، 42'، 69'، 83' |

| إيطاليا | 0–1   | البرازيل           |
| ------- | ----- | ------------------ |
|         | تقرير | - مارتا 74' (ركل.) |

### المجموعة دال
| م | الفريق    | لعب | ف | ت | خ | أ.له | أ.ع | أ.ف | نقاط | التأهل                      |
| - | --------- | --- | - | - | - | ---- | --- | --- | ---- | --------------------------- |
| 1 | إنجلترا   | 3   | 3 | 0 | 0 | 5    | 1   | +4  | 9    | تقدم إلى مرحلة خروج المغلوب |
| 2 | اليابان   | 3   | 1 | 1 | 1 | 2    | 3   | −1  | 4    | تقدم إلى مرحلة خروج المغلوب |
| 3 | الأرجنتين | 3   | 0 | 2 | 1 | 3    | 4   | −1  | 2    |                             |
| 4 | إسكتلندا  | 3   | 0 | 1 | 2 | 5    | 7   | −2  | 1    |                             |

| إنجلترا                       | 2–1   | إسكتلندا    |
| ----------------------------- | ----- | ----------- |
| - باريس 14' (ركل.) - وايت 40' | تقرير | - إمزلي 79' |

| الأرجنتين | 0–0   | اليابان |
| --------- | ----- | ------- |
|           | تقرير |         |

| اليابان                               | 2–1   | إسكتلندا      |
| ------------------------------------- | ----- | ------------- |
| - إيوابوتشي 23' - سوغاساوا 37' (ركل.) | تقرير | - كليلاند 88' |

| إنجلترا      | 1–0   | الأرجنتين |
| ------------ | ----- | --------- |
| - تايلور 62' | تقرير |           |

| اليابان | 0–2   | إنجلترا         |
| ------- | ----- | --------------- |
|         | تقرير | - وايت 14'، 84' |

| إسكتلندا                           | 3–3   | الأرجنتين                                                     |
| ---------------------------------- | ----- | ------------------------------------------------------------- |
| - ليتل 19' - بيتي 49' - كوثبرت 69' | تقرير | - مينينديز 74' - ألكسندر 79' (ه.ذ.) - بونسيغوندو 90+4' (ركل.) |

### المجموعة هاء
| م | الفريق    | لعب | ف | ت | خ | أ.له | أ.ع | أ.ف | نقاط | التأهل                      |
| - | --------- | --- | - | - | - | ---- | --- | --- | ---- | --------------------------- |
| 1 | هولندا    | 3   | 3 | 0 | 0 | 6    | 2   | +4  | 9    | تقدم إلى مرحلة خروج المغلوب |
| 2 | كندا      | 3   | 2 | 0 | 1 | 4    | 2   | +2  | 6    | تقدم إلى مرحلة خروج المغلوب |
| 3 | الكاميرون | 3   | 1 | 0 | 2 | 3    | 5   | −2  | 3    | تقدم إلى مرحلة خروج المغلوب |
| 4 | نيوزيلندا | 3   | 0 | 0 | 3 | 1    | 5   | −4  | 0    |                             |

| كندا          | 1–0   | الكاميرون |
| ------------- | ----- | --------- |
| - بوكانان 45' | تقرير |           |

| نيوزيلندا | 0–1   | هولندا        |
| --------- | ----- | ------------- |
|           | تقرير | - روورد 90+2' |

| هولندا                          | 3–1   | الكاميرون     |
| ------------------------------- | ----- | ------------- |
| - ميديما 41'، 85' - بلودورث 48' | تقرير | - أونغيني 43' |

| كندا                      | 2–0   | نيوزيلندا |
| ------------------------- | ----- | --------- |
| - فليمينغ 48' - برينس 79' | تقرير |           |

| هولندا                     | 2–1   | كندا          |
| -------------------------- | ----- | ------------- |
| - ديكر 54' - بيرينستين 75' | تقرير | - سينكلير 60' |

| الكاميرون         | 2–1   | نيوزيلندا          |
| ----------------- | ----- | ------------------ |
| - نشوت 57'، 90+5' | تقرير | - آوونا 80' (ه.ذ.) |

### المجموعة وأو
| م | الفريق           | لعب | ف | ت | خ | أ.له | أ.ع | أ.ف | نقاط | التأهل                      |
| - | ---------------- | --- | - | - | - | ---- | --- | --- | ---- | --------------------------- |
| 1 | الولايات المتحدة | 3   | 3 | 0 | 0 | 18   | 0   | +18 | 9    | تقدم إلى مرحلة خروج المغلوب |
| 2 | السويد           | 3   | 2 | 0 | 1 | 7    | 3   | +4  | 6    | تقدم إلى مرحلة خروج المغلوب |
| 3 | تشيلي            | 3   | 1 | 0 | 2 | 2    | 5   | −3  | 3    |                             |
| 4 | تايلاند          | 3   | 0 | 0 | 3 | 1    | 20  | −19 | 0    |                             |

| تشيلي | 0–2   | السويد                      |
| ----- | ----- | --------------------------- |
|       | تقرير | - أسلاني 83' - جانوغي 90+4' |

| الولايات المتحدة                                                                                                  | 13–0  | تايلاند |
| --- | ----- | ------- |
| - مورغان 12'، 53'، 74'، 81'، 87' - لافيل 20'، 56' - هوران 32' - مويس 50'، 54' - رابينو 79' - بيو 85' - لويد 90+2' | تقرير |         |

| السويد                                                                     | 5–1   | تايلاند         |
| -------------------------------------------------------------------------- | ----- | --------------- |
| - سيمبرانت 6' - أسلاني 19' - رولفو 42' - هورتيغ 81' - روبنسون 90+6' (ركل.) | تقرير | - كانجانا 90+1' |

| الولايات المتحدة           | 3–0   | تشيلي |
| -------------------------- | ----- | ----- |
| - لويد 11'، 35' - إرتز 26' | تقرير |       |

| السويد | 0–2   | الولايات المتحدة                |
| ------ | ----- | ------------------------------- |
|        | تقرير | - هوران 3' - أندرسون 50' (ه.ذ.) |

| تايلاند | 0–2   | تشيلي                               |
| ------- | ----- | ----------------------------------- |
|         | تقرير | - وارابورن 48' (ه.ذ.) - أوروتيا 80' |

### ترتيب فرق المركز الثالث
تقدم أفضل أربعة فرق في المركز الثالث من المجموعات الست إلى مرحلة خروج المغلوب إلى جانب الفائزين الستة في المجموعات وستة من الوصيفين.
| م | مج | الفريق    | لعب | ف | ت | خ | أ.له | أ.ع | أ.ف | نقاط | التأهل                      |
| - | -- | --------- | --- | - | - | - | ---- | --- | --- | ---- | --------------------------- |
| 1 | ج  | البرازيل  | 3   | 2 | 0 | 1 | 6    | 3   | +3  | 6    | تقدم إلى مرحلة خروج المغلوب |
| 2 | ب  | الصين     | 3   | 1 | 1 | 1 | 1    | 1   | 0   | 4    | تقدم إلى مرحلة خروج المغلوب |
| 3 | ه  | الكاميرون | 3   | 1 | 0 | 2 | 3    | 5   | −2  | 3    | تقدم إلى مرحلة خروج المغلوب |
| 4 | أ  | نيجيريا   | 3   | 1 | 0 | 2 | 2    | 4   | −2  | 3    | تقدم إلى مرحلة خروج المغلوب |
| 5 | و  | تشيلي     | 3   | 1 | 0 | 2 | 2    | 5   | −3  | 3    |                             |
| 6 | د  | الأرجنتين | 3   | 0 | 2 | 1 | 3    | 4   | −1  | 2    |                             |

## مرحلة خروج المغلوب

### القوس
|  | دور الـ16           | دور الـ16           |                    |   | ربع النهائي          | ربع النهائي          |               |               | نصف النهائي | نصف النهائي |  |  | النهائي | النهائي |
|  |                     |                     |                    |   |                      |                      |               |               |             |             |  |  |         |         |
|  | 22 يونيو – نيس      |                     |                    |   |                      |                      |               |               |             |             |  |  |         |         |
|  |                     |                     |                    |   |                      |                      |               |               |             |             |  |  |         |         |
|  | النرويج (ج.)        | 1 (4)               |                    |   |                      |                      |               |               |             |             |  |  |         |         |
|  | النرويج (ج.)        | 1 (4)               | 27 يونيو – لو هافر |   |                      |                      |               |               |             |             |  |  |         |         |
|  | أستراليا            | 1 (1)               |                    |   |                      |                      |               |               |             |             |  |  |         |         |
|  | أستراليا            | 1 (1)               | النرويج            | 0 |                      |                      |               |               |             |             |  |  |         |         |
|  | 23 يونيو – فالنسيان |                     | النرويج            | 0 |                      |                      |               |               |             |             |  |  |         |         |
|  |                     | إنجلترا             | 3                  |   |                      |                      |               |               |             |             |  |  |         |         |
|  | إنجلترا             | إنجلترا             | 3                  | 3 |                      |                      |               |               |             |             |  |  |         |         |
|  | إنجلترا             |                     | 2 يوليو – ليون     | 3 |                      |                      |               |               |             |             |  |  |         |         |
|  | الكاميرون           | 0                   |                    |   |                      |                      |               |               |             |             |  |  |         |         |
|  | الكاميرون           | 0                   | إنجلترا            | 1 |                      |                      |               |               |             |             |  |  |         |         |
|  | 23 يونيو – لو هافر  |                     | إنجلترا            | 1 |                      |                      |               |               |             |             |  |  |         |         |
|  |                     | الولايات المتحدة    | 2                  |   |                      |                      |               |               |             |             |  |  |         |         |
|  | فرنسا (ب.و.إ.)      | الولايات المتحدة    | 2                  | 2 |                      |                      |               |               |             |             |  |  |         |         |
|  | فرنسا (ب.و.إ.)      | 28 يونيو – باريس    |                    | 2 |                      |                      |               |               |             |             |  |  |         |         |
|  | البرازيل            | 1                   |                    |   |                      |                      |               |               |             |             |  |  |         |         |
|  | البرازيل            | 1                   | فرنسا              | 1 |                      |                      |               |               |             |             |  |  |         |         |
|  | 24 يونيو – رنس      |                     | فرنسا              | 1 |                      |                      |               |               |             |             |  |  |         |         |
|  |                     | الولايات المتحدة    | 2                  |   |                      |                      |               |               |             |             |  |  |         |         |
|  | إسبانيا             | الولايات المتحدة    | 2                  | 1 |                      |                      |               |               |             |             |  |  |         |         |
|  | إسبانيا             |                     | 7 يوليو – ليون     | 1 |                      |                      |               |               |             |             |  |  |         |         |
|  | الولايات المتحدة    | 2                   |                    |   |                      |                      |               |               |             |             |  |  |         |         |
|  | الولايات المتحدة    | 2                   | الولايات المتحدة   | 2 |                      |                      |               |               |             |             |  |  |         |         |
|  | 25 يونيو – مونبلييه |                     | الولايات المتحدة   | 2 |                      |                      |               |               |             |             |  |  |         |         |
|  |                     | هولندا              | 0                  |   |                      |                      |               |               |             |             |  |  |         |         |
|  | إيطاليا             | هولندا              | 0                  | 2 |                      |                      |               |               |             |             |  |  |         |         |
|  | إيطاليا             | 29 يونيو – فالنسيان |                    | 2 |                      |                      |               |               |             |             |  |  |         |         |
|  | الصين               | 0                   |                    |   |                      |                      |               |               |             |             |  |  |         |         |
|  | الصين               | 0                   | إيطاليا            | 0 |                      |                      |               |               |             |             |  |  |         |         |
|  | 25 يونيو – رين      |                     | إيطاليا            | 0 |                      |                      |               |               |             |             |  |  |         |         |
|  |                     | هولندا              | 2                  |   |                      |                      |               |               |             |             |  |  |         |         |
|  | هولندا              | هولندا              | 2                  | 2 |                      |                      |               |               |             |             |  |  |         |         |
|  | هولندا              |                     | 3 يوليو – ليون     | 2 |                      |                      |               |               |             |             |  |  |         |         |
|  | اليابان             | 1                   |                    |   |                      |                      |               |               |             |             |  |  |         |         |
|  | اليابان             | 1                   | هولندا             | 1 |                      |                      |               |               |             |             |  |  |         |         |
|  | 22 يونيو – غرونوبل  |                     | هولندا             | 1 |                      |                      |               |               |             |             |  |  |         |         |
|  |                     | السويد              | 0                  |   | مباراة المركز الثالث | مباراة المركز الثالث |               |               |             |             |  |  |         |         |
|  | ألمانيا             | السويد              | 0                  | 3 | مباراة المركز الثالث | مباراة المركز الثالث |               |               |             |             |  |  |         |         |
|  | ألمانيا             | 29 يونيو – رين      | 29 يونيو – رين     | 3 |                      |                      | 6 يوليو – نيس | 6 يوليو – نيس |             |             |  |  |         |         |
|  | نيجيريا             | 29 يونيو – رين      | 29 يونيو – رين     | 0 |                      |                      | 6 يوليو – نيس | 6 يوليو – نيس |             |             |  |  |         |         |
|  | نيجيريا             | ألمانيا             | 1                  | 0 | إنجلترا              | 1                    |               |               |             |             |  |  |         |         |
|  | 24 يونيو – باريس    | ألمانيا             | 1                  |   | إنجلترا              | 1                    |               |               |             |             |  |  |         |         |
|  |                     | السويد              | 2                  |   | السويد               | 2                    |               |               |             |             |  |  |         |         |
|  | السويد              | السويد              | 2                  | 1 | السويد               | 2                    |               |               |             |             |  |  |         |         |
|  | السويد              |                     |                    | 1 |                      |                      |               |               |             |             |  |  |         |         |
|  | كندا                | 0                   |                    |   |                      |                      |               |               |             |             |  |  |         |         |
|  | كندا                | 0                   |                    |   |                      |                      |               |               |             |             |  |  |         |         |

### دور الـ16
| ألمانيا                                   | 3–0   | نيجيريا |
| ----------------------------------------- | ----- | ------- |
| - بوب 20' - ديبريتز 27' (ركل.) - شولر 82' | تقرير |         |

| النرويج                            | 1–1 (ب.و.إ.) | أستراليا              |
| ---------------------------------- | ------------ | --------------------- |
| - هيرلوفسن 31'                     | تقرير        | - كيلوند-نايت 83'     |
| ركلات الترجيح                      |              |                       |
| - ك. هانسن - رايتن - مييلده - إنغن | 4–1          | - كر - غيلنيك - كاتلي |

| إنجلترا                                | 3–0   | الكاميرون |
| -------------------------------------- | ----- | --------- |
| - هوتون 14' - وايت 45+4' - غرينوود 58' | تقرير |           |

| فرنسا                   | 2–1 (ب.و.إ.) | البرازيل    |
| ----------------------- | ------------ | ----------- |
| - غوفين 52' - هنري 107' | تقرير        | - تايسا 63' |

| إسبانيا      | 1–2   | الولايات المتحدة               |
| ------------ | ----- | ------------------------------ |
| - هيرموسو 9' | تقرير | - رابينو 7' (ركل.)، 75' (ركل.) |

| السويد           | 1–0   | كندا |
| ---------------- | ----- | ---- |
| - بلاكستنيوس 55' | تقرير |      |

| إيطاليا                   | 2–0   | الصين |
| ------------------------- | ----- | ----- |
| - جياسينتي 15' - غالي 49' | تقرير |       |

| هولندا                    | 2–1   | اليابان        |
| ------------------------- | ----- | -------------- |
| - مارتينس 17'، 90' (ركل.) | تقرير | - هاسيغاوا 43' |

### ربع النهائي
| النرويج | 0–3   | إنجلترا                          |
| ------- | ----- | -------------------------------- |
|         | تقرير | - سكوت 3' - وايت 40' - برونز 57' |

| فرنسا       | 1–2   | الولايات المتحدة |
| ----------- | ----- | ---------------- |
| - رينار 81' | تقرير | - رابينو 5'، 65' |

| إيطاليا | 0–2   | هولندا                           |
| ------- | ----- | -------------------------------- |
|         | تقرير | - ميديما 70' - فان دير غراخت 80' |

| ألمانيا           | 1 - 2 | السويد                           |
| ----------------- | ----- | -------------------------------- |
| - Lina Magull 16' | تقرير | - جاكوبسون 22' - بلاكستينيوس 48' |

### نصف النهائي
| إنجلترا    | 1–2   | الولايات المتحدة       |
| ---------- | ----- | ---------------------- |
| - وايت 19' | تقرير | - برس 10' - مورغان 31' |

| هولندا       | 1–0 (ب.و.إ.) | السويد |
| ------------ | ------------ | ------ |
| - غرونين 99' | تقرير        |        |

### مباراة المركز الثالث
| إنجلترا     | 1–2   | السويد                      |
| ----------- | ----- | --------------------------- |
| - كيربي 31' | تقرير | - أسلاني 11' - ياكوبسون 22' |

### النهائي
| الولايات المتحدة                | 2–0   | هولندا |
| ------------------------------- | ----- | ------ |
| - رابينو 61' (ركل.) - لافيل 69' | تقرير |        |

## الإحصاءات

### الهدافات
عدد الأهداف المُسجلة  146 هدفًا  في 52 مباراة، بمتوسط 2.81 هدفًا في المباراة الواحدة.
6 أهداف
- إيلين وايت
- أليكس مورغان
- ميغان رابينو

5 أهداف
- سامانثا كر

4 أهداف
- كرستياني روزييرا
- ويندي رينار

3 أهداف
- سارا ديبريتز
- أورورا غالي
- كريستيانا غيريلي
- فيفيان ميديما
- جينيفر هيرموسو
- كوسوفاري أسلاني
- روز لافيل
- كارلي لويد

هدفان
- مارتا
- أجارا نشوت
- فاليري غاوفين
- أماندين هنري
- أوجين لي سومر
- لينا ماغول
- أليكساندرا بوب
- باربارا بونانسيا
- ليكي مارتنس
- إيزابيل هيرلوفسن
- ستينا بلاكستينوس
- صوفيا جاكوبسون
- ليندسي هوران
- سام ميويس

هدف
- فلورنسيا بونسغوندو
- ميلاغروس مينينديز
- كايتلن فورد
- إيليس كيلون-نايت
- كلوي لوجارزو
- تايسا
- غابرييلي أونغون
- كاديشا بوكانان
- جيسي فليمينغ
- نيشيل برنس
- كرستين سينكلير
- ماريا خوسيه أوروتيا
- لي ينغ
- لوسي برونز
- أليكس غرينوود
- ستيفاني هوتون
- فران كربي
- نيكيتا باريس
- جيل سكوت
- جودي تايلور
- جوليا غوين
- ميلاني ليوبولز
- ليا شولر
- فالنتينا غلاشينتي
- هافانا سولاون
- يوي هاسيكوا
- مانا إيوابوتشي
- يويكا سوغاساوا
- لينيث برينشتاين
- دومينيك بلودورث
- أنوك ديكر
- ستيفاني فان در غراخت
- جاكي غرونين
- جيل روورد
- أسيسات أوشوالا
- كارولين غراهام هانسن
- غورو ريتين
- ليسا-ماري كارلسينغ أوتلاند
- جينيفر بيتي
- لانا كليلاند
- إيرين كوثبرت
- كلير إيمسلي
- كيم ليتل
- ثيمبي كغاتلانا
- يو مين جي
- لوسيا غارسيا
- لينا هورتيغ
- مادلين جانوغي
- فريدولينا رولفو
- إيلين روبسنون
- ليندا سيمبرانت
- كانجانا سانغنغون
- جولي إرتز
- كريستين برس
- مالوري بيو

هدف ذاتي
- مونيكا (ضد أستراليا)
- أوريلي أوونا (ضد نيوزيلندا)
- ويندي رينار (ضد النرويج)
- أوسيناشي أوهالي (ضد النرويج)
- لي ألكسندر (ضد الارجنتين)
- كيم دو يون (ضد نيجيريا)
- جونا اندريسون (ضد الولايات المتحدة)
- وارابورن بونسينغ (ضد تشيلي)

## التذاكر
باع الاتحاد الدولي لكرة القدم واللجنة المنظمة المحلية تذاكر كأس العالم للسيدات بدءًا من البيع المسبق للتذاكر الفردية في ديسمبر 2018، وباقات التذاكر الفردية في أواخر عام 2018، وبيع التذاكر الفردية للجمهور العام بدءًا من 7 مارس 2019. وسمحت المنصة الإلكترونية التي استضافتها شركة AP2S للمشجعين بطباعة تذاكرهم بدءًا من 20 مايو 2019، والتي تضمنت تخصيصات للمقاعد التي فرقت بين حاملي التذاكر الذين اشتروا تذاكرهم كمجموعة أو عائلة. استجابت الفيفا للشكاوى عبر الإنترنت بالإشارة إلى تحذير في النظام الإلكتروني الذي ذكّر المشترين بأن التذاكر لن تكون مضمونة في نفس المناطق، مما أثار المزيد من الغضب، لكنه سمح للعائلات التي لديها أطفال دون السن القانونية بالحصول على مقاعد متجاورة.

## جالب الحظ
تم كشف النقاب عن شخصية جالبة الحظ الرسمية "إيتي" في 12 مايو 2018 في مقر مجموعة TF1، وتم بثها على قناة LCI. وقد ظهرت لأول مرة أمام الجمهور في باريس أمام برج إيفل الشهير. ويصفها الاتحاد الدولي لكرة القدم بأنها "دجاجة صغيرة لديها شغف بالحياة وكرة القدم" ويذكر أنها "تنحدر من سلالة طويلة من "جالبين الحظ ذات الريش" وهي ابنة فوتيكس، جالبة الحظ الرسمية لكأس العالم لكرة القدم 1998 في فرنسا".

## البث الإذاعي
باع الاتحاد الدولي لكرة القدم حقوق بث مباريات كأس العالم لشركات البث من خلال عدة شركات. شاهد المباريات  1.12 مليار شخص على مستوى العالم، وجذبت المباراة النهائية 82.18 مليون مشاهد، مسجلة رقمًا قياسيًا جديدًا في كأس العالم للسيدات فيفا، متجاوزةً بذلك نهائي 2015. سجلت بطولة 2019 عدة أرقام قياسية جديدة في عدد المشاهدين في مختلف البلدان.

## الخلافات
أدى تحديد موعد المباراة النهائية في 7 يوليو إلى قدر من الانتقادات بين مؤيدي كرة القدم النسائية، حيث أقيمت مباراتان نهائيتان لكأس القارات للرجال في نفس اليوم - كوبا أمريكا في ريو دي جانيرو والكأس الذهبية لاتحاد الكونكاكاف في شيكاغو. وصف رئيس اتحاد الكونكاكاف فيكتور مونتاجلياني الجدولة بأنها "خطأ"، لكنه ادعى أنه لا يمكن التراجع عن الخطأ لأسباب لوجستية كما تم انتقاد عدم وجود إعلانات خارجية في جميع أنحاء باريس، باستثناء ملعب حديقة الأمراء ومتحف كأس العالم المؤقت في شاتليه.
كانت كأس العالم للسيدات أول مسابقة كبرى تستخدم قوانين اللعبة المحدثة التي وافق عليها مجلس الاتحاد الدولي لكرة القدم (IFAB)، والتي دخلت حيز التنفيذ في 1 يونيو 2019. من بين التغييرات، حظيت العقوبة الأكثر صرامة في حالة تعدي حارس المرمى أثناء ركلات الجزاء - بما في ذلك إعادة الركلات بعد مراجعة حكم الفيديو المساعد - بأكبر قدر من الاهتمام وتسببت في عدم احتساب العديد من التصديات الناجحة في دور المجموعات. كما انتقد بعض لاعبي كرة القدم والمدربين استخدام كأس العالم للسيدات ك "حقل تجارب" للتغييرات الجديدة في القواعد، حيث لم تطبق العديد من المسابقات القارية للرجال في نفس الوقت. ونفى بييرلويجي كولينا، رئيس الحكام في الفيفا، هذا الادعاء، مشيرًا إلى أنه من المعتاد منذ فترة طويلة إدخال تغييرات في القواعد في شهر يونيو قبل البطولات الكبرى. بعد انتقادات واسعة النطاق وطلب من الفيفا، أصدر الاتحاد الدولي لكرة القدم إعفاء مؤقتًا من شرط إشهار البطاقة الصفراء لحراس المرمى عند الخروج عن خط المرمى أثناء ركلات الترجيح خلال مرحلة خروج المغلوب في كأس العالم للسيدات.
شابت مباراة دور ال16 بين إنجلترا والكاميرون سوء سلوك بعض اللاعبات الكاميرونيات اللاتي رفضن الانطلاق لعدة دقائق بعد الهدف الإنجليزي الثاني، وتعمدن ارتكاب الأخطاء على عدة لاعبات، وتجادلن مع الحكم أثناء تجمعهن حولها كما شوهد المدافع الكاميروني أوجستين إجانجوي أمام الكاميرا وهو يبصق على الجناح الإنجليزي توني دوجان بعد أن حصل على ركلة حرة غير مباشرة في منطقة الجزاء، والتي سجل منها المنتخب الإنجليزي هدفاً لاحقاً. بعد المباراة، قال فيل نيفيل المدير الفني لمنتخب إنجلترا أن ما حدث "لم يكن يشبه كرة القدم" وأنه "يشعر بالخجل التام من المنافس". أدان الاتحاد الإفريقي لكرة القدم (CAF) بعض تصرفات اللاعبين، وانتقد أيضاً التحكيم. رأت الكاميرون أن هناك ثلاثة قرارات حاسمة لم تكن عادلة، اثنان منها تتعلق بحكم الفيديو المساعد (VAR). أعلن FIFA أنه سيحقق في المباراة.

## وصلات خارجية
- الموقع الرسمي